# Tunguz-felföld
A Tunguz-felföld (oroszul: Тунгусское плато) tájegység Oroszországban, Észak-Ázsiában, a Közép-szibériai-fennsík része. Közigazgatásilag a Krasznojarszki határterülethez tartozik.

## Elhelyezkedése
Közép-szibériai-fennsík nyugati peremén fekszik. Nagyjából az Alsó- és a Köves-Tunguszka völgyei közötti területet foglalja magában, de északnyugaton az Alsó-Tunguszkán túl, csaknem a Kurejka torkolatvidékéig terjed. Ezen a részen keleten a Sziverma-felfölddel, nyugaton és délen pedig a Jenyiszej-hátsággal érintkezik. Délkeleten a Központi-tunguz-felföld alacsonyabb, dombos vidékére ereszkedik.

## Jellemzői
A felföld főként paleozoós üledékes kőzetekből épül fel. Ahol a hegytetőket a triász lávatakaró (trapp) megvédte a lepusztulástól, ott 600–800 m magasra, északi legmagasabb pontján 930 m tengerszint feletti magasságig emelkedik.
Az Alsó-Tunguszka, illetve a Köves-Tunguszka felé tartó folyók mély völgyei erősen felszabdalták. A hegyoldalakat északon főként vörösfenyőből, dél felé más fenyőfajokból is álló tajga, a magasan fekvő tetőket hegyi tundra borítja.
Az Alsó-Tunguszka vidékén karbon időszaki hatalmas szénmezők, valamint (Ucsami település környékén) vasérctelepek húzódnak. Nagy grafitkészletek is vannak Noginszk környékén, de kitermelésük hosszú ideje szünetel, a település is megszűnt. A Köves-Tunguszka vízgyűjtő területén szintén számottevő mennyiségű vasérc- és foszforittelepek találhatók.